# 1908 w polityce

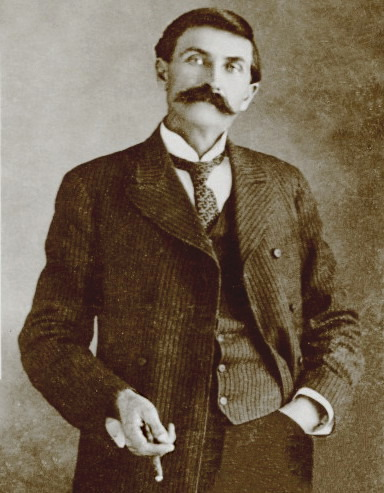
Pat Garrett

Wydarzenia polityczne w 1908 roku.

## Luty
- 1 lutego – w Lizbonie zginął Karol I Dyplomata i jego następca Luís Filipe zginęli w zamachu bombowym przeprowadzonym przez republikanów. Następcą zamordowanego monarchy został jego drugi syn, Manuel[1].
- 28 lutego – zmarł Pat Garrett, amerykański szeryf, który zastrzelił Billy’ego Kida[2][3].

## marca
- 20 marca – pruski parlament wydał ustawę rozszerzającą uprawnienia Komisję Kolonizacyjną w kwestii wykupu polskich majątków ziemskich[1].

## Kwiecień
- 5 kwietnia – Herbert Henry Asquith został premierem Wielkiej Brytanii[4].
- 19 kwietnia – Reichstag wydał ustawę ograniczającą możliwość tworzenia stowarzyszeń i organizacji. Nowa ustawa była wymierzona w lewicowe organizacje polityczne, stowarzyszenia wyznaniowe i związki zawodowe[1].

## Czerwiec
- 24 czerwca – zmarł Grover Cleveland, prezydent Stanów Zjednoczonych[5].
- We Lwowie działacze Organizacji Bojowej Polskiej Partii Socjalistycznej powołały do życia Związek Walki Czynnej[1].

## Lipiec
- 22 lipca – zmarł William Randal Cremer, brytyjski przywódca związkowy i laureat Pokojowej Nagrody Nobla za 1903[6].
- W Turcji wybuchło powstanie przeciwko władzy Abdülhamida II[1].

## Sierpień
- 20 sierpnia – belgijski parlament anektował Kongo, które stało się własnością prywatną króla Leopolda II[1].

## Wrzesień
- 26 września – na stacji kolejowej w Bezdanach bojownicy z Organizacji Bojowej PPS zajęli pociąg i przechwycili około 200 tysięcy rubli z rosyjskiej kasy rządowej. Akcją kierował Józef Piłsudski[1].

## Październik
- 5 października – Bułgaria ogłosiła niepodległość, a Austro-Węgry anektowały Bośnię i Hercegowinę[1].
- 30 października – urodził się Albert Henry Bosch, amerykański polityk[7].

## Listopad
- 3 listopada – 27. prezydentem Stanów Zjednoczonych został William Taft[1].
- 14 listopada – zmarł chiński cesarz Guangxu[1].
- 15 listopada – zmarła chińska cesarzowa Cixi[1].
- 24 listopada – w Wenezueli doszło do bezkrwawego zamachu stanu. Wiceprezydent Juan Vicente Gómez obalił (przebywającego wówczas w Niemczech) prezydenta Cipriano Castro[1].

## Grudzień
- 10 grudnia – Pokojową Nagrodę Nobla otrzymali Klas Pontus Arnoldson i Fredrik Bajer[1].